# Feredayia vigens
Feredayia vigens là một loài bướm đêm trong họ Noctuidae.